# Nigeria ai XXIV Giochi olimpici invernali
La Nigeria ha partecipato ai XXIV Giochi olimpici invernali, che si svolgeranno dal 4 al 20 febbraio 2022 a Pechino in Cina, con una delegazione composta da un atleta.
Si tratterà della seconda partecipazione di questo paese ai Giochi invernali.

## Delegazione
| Sport        | Uomini | Donne | Totale |
| ------------ | ------ | ----- | ------ |
| Sci di fondo | 1      | 0     | 1      |
| Totale       | 1      | 0     | 1      |

## Risultati

### Sci di fondo
| Atleta         | Evento          | Tempo   | Distacco | Posizione |
| -------------- | --------------- | ------- | -------- | --------- |
| Samuel Ikpefan | Sprint maschile | 3'09"57 | +24"54   | 73º       |